# Тета¹ Ориона C
Те́та¹ Орио́на C (θ¹ Ori C) — голубоватая звезда в созвездии Ориона. Принадлежит к главной последовательности, имеет спектральный класс O. Является членом скопления Трапеции, находящегося в туманности Ориона, и самой массивной из четырёх ярких звезд в центре скопления. Это самая горячая звезда, видимая невооружённым глазом, и одна из самых ярких известных звезд (по оценкам, её абсолютная звёздная величина в видимых длинах волн около −3,2m). Её высокая яркость, несмотря на большое расстояние (около 1500 световых лет), позволяет наблюдать её как звёздочку с видимой величиной +5,1m.
Звезда является источником мощного ультрафиолетового излучения, которое медленно ионизирует (и, возможно, рассеивает) туманность Ориона. Ультрафиолетовое излучение также является основным источником, освещающим туманность Ориона. Звезда излучает мощный звездный ветер, который в сотни тысяч раз сильнее, чем у Солнца, и испускает плазму со скоростью более 1000 км/с.
Инфракрасные наблюдения Теты1 Ориона C показали, что это на самом деле тесная двойная система. Она имеет оптическую переменность и является переменным источником рентгеновского излучения.
Ожидается, что эта звезда в конце жизни раздуется, превратившись в красный сверхгигант, и в течение нескольких миллионов лет закончит свою жизнь вспышкой сверхновой.